# Heirstraat (Appels)

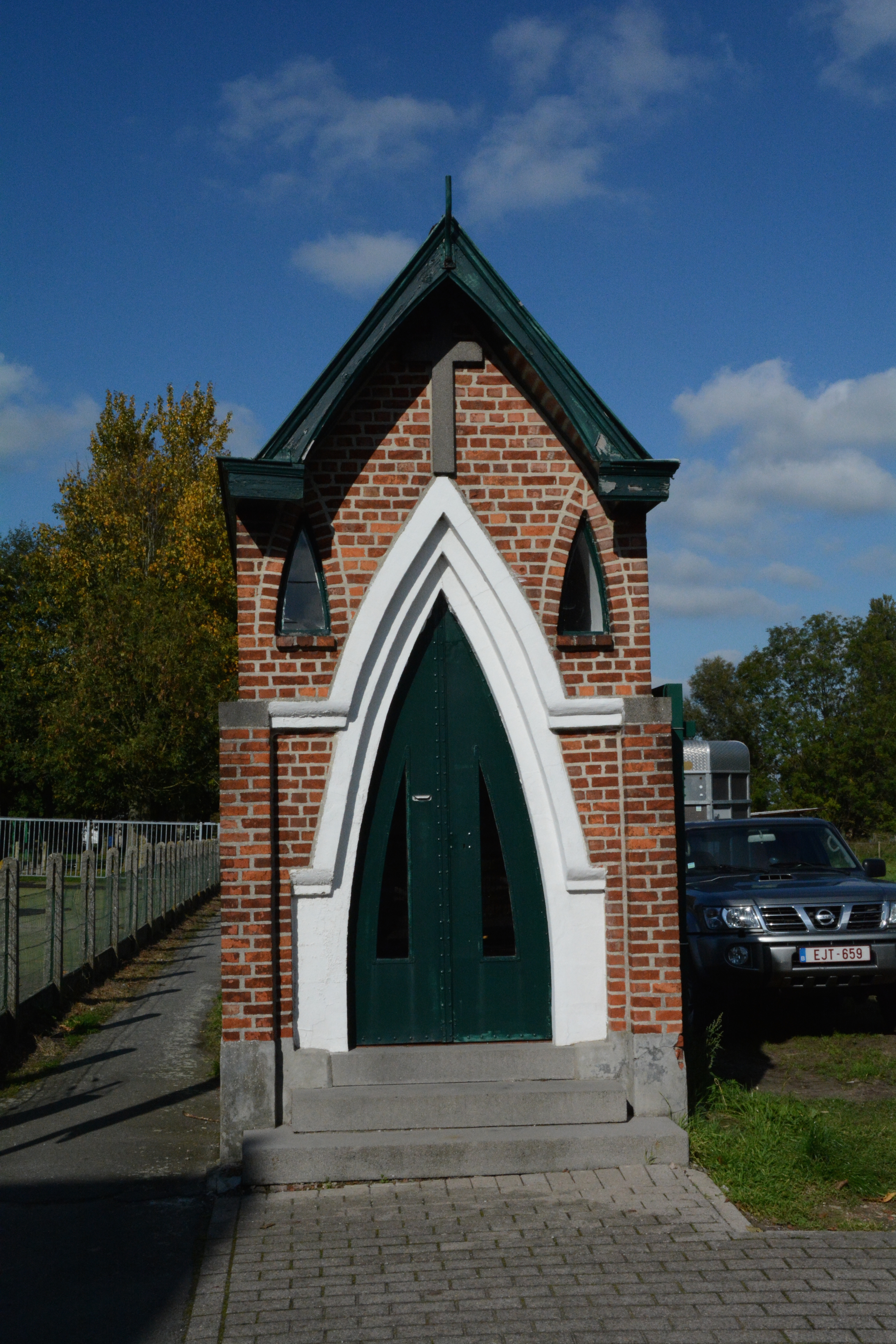
Sint-Antoniuskapel, Heirstraat, Appels

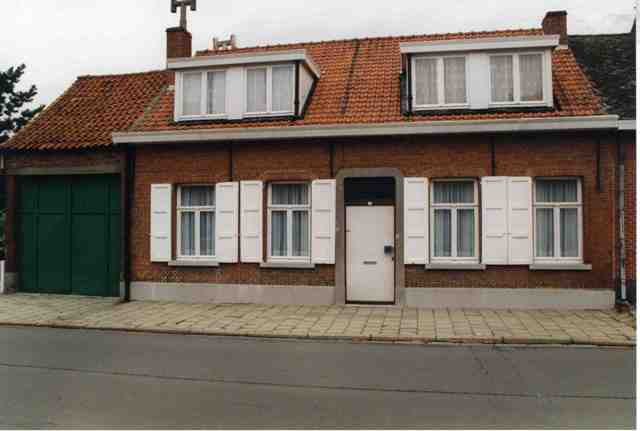
Dendermonde Heirstraat 53 - 126036 - onroerenderfgoed

De Heirstraat, gelegen tussen het dorpsplein (He)t Zand en de Hoofdstraat in het Oost-Vlaamse dorp Appels, is een onderdeel van de sinds de middeleeuwen bestaande heerweg van Dendermonde via Appels Veer naar Gent. In het Land- en Kaartboek van Appels (1783-1784) wordt de straat aangeduid als Heijstraete ofte Pontweg. Op de kadasterkaart van Popp van circa 1860 wordt de aanduiding Heirstraet gebruikt.

## Bebouwing
Bebouwing bleef tot in de tweede helft van de 19de eeuw gegroepeerd aan de zuidzijde van de straat nabij het dorpsplein. De lagergelegen noordzijde was praktisch onbebouwd wat de aanduiding Heijstraete in de 18e eeuw mogelijks verklaart. Heij of hei slaat niet noodzakelijk op heide, maar is meestal een verwijzing naar een onbebouwde vlakte; het (open, vrije) veld.
Op de hoek, gevormd door 't Zand, de Heirstraat en de Koebosstraat stond tot in het derde kwart van de twintigste eeuw de Sint-Rochuskappel. Deze vrijstaande kapel werd reeds vermeld op de kaarten van Philips De Dijn anno 1622.
Halverwege de straat, links van huisnummer 53, staat de Sint-Antoniuskapel.

## Evenementen
Tijdens de jaarlijkse jaarmarkt wordt, op maandag, het deel van de Heirstraat gelegen tussen de Sint-Ursulastraat en de Hoofdstraat ingericht als paardenpiste.
Het begin van de heirstraat, gelegen aan het dorpsplein, vormt het vertrektpunt van de Ommegang van Appels waarbij het Ros Beiaard van Appels en de Appelse reuzen door het dorp trekken.